# Chirurgia Polska
Chirurgia Polska (ang. Polish Surgery)  – to oficjalny półrocznik Polsko-Niemieckiego Towarzystwa Chirurgów Naczyniowych wydawany przez Wydawnictwo Via Medica. Redaktorami naczelnymi są prof. Wacław Kuczmik i prof. Tomasz Urbanek. Zastępcą redaktorów naczelnych jest prof. Walerian Staszkiewicz.
W skład rady naukowej wchodzą samodzielni pracownicy naukowi z tytułem profesora lub doktora habilitowanego z Polski oraz z zagranicy. Artykuły ukazują się w wersji dwujęzycznej (polskiej i angielskiej).

## Działy
- artykuły redakcyjne
- prace oryginalne
- prace poglądowe
- prace kazuistyczne

## Indeksacja
- Index Copernicus (IC)
- EMBASE
- Scopus

Współczynniki cytowań:
- Index Copernicus (2009): 6,05[1]

Na liście czasopism punktowanych przez polskie Ministerstwo Nauki znajduje się w części B z sześcioma punktami.